# Souche (biologie)
Pour les articles homonymes, voir Souche (homonymie).
En biologie, la souche est un rang taxinomique de bas niveau utilisé dans trois contextes :
- en microbiologie et en virologie, une souche est une variante génétique ou sous-type intraspécifique d'un micro-organisme (virus, bactérie, champignon par exemple) ;
- en botanique, une souche désigne les descendants produits à partir d'un ancêtre commun et qui donc partagent un caractère morphologique ou physiologique uniforme (le terme n'a cependant aucun statut officiel en botanique) ;
- chez les rongeurs, une souche est un groupe d'animaux qui est génétiquement uniforme et ce terme est utilisé dans la recherche en laboratoire.